# دریای باندا

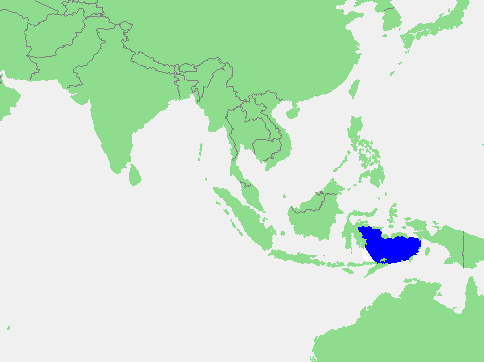
محل دریای باندا

دریای باندا بخشی از اقیانوس آرام است که منطقه‌ای در شرق اندونزی مابین جنوب شرقی سولاوسی و شمال تیمور را دربر می‌گیرد. این دریا که توسط جزایر ملوک جنوبی محدود شده‌است در حدود ۹۷۰ کیلومتر طول و ۴۸۰ کیلومتر عرض داشته و مساحتی پیرامون ۴۷۰ هزار کیلومتر مربع را شامل می‌شود. ژرفترین نقطه در دریای باندا ۷٬۳۰۰ متر عمق دارد. همچنین دریاهای فلورس در غرب، ساوو در جنوب غربی، تیمور در جنوب، آرافورا در جنوب شرقی و سرام و ملوک در شمال آن قرار دارند.
وجود صخره‌ها (ریف) و جریان‌های دریایی در اطراف جزایر این دریا می‌تواند برای کشتی‌ها خطرآفرین باشد.